# Autrecourt-et-Pourron
Autrecourt-et-Pourron település Franciaországban, Ardennes megyében. Lakosainak száma 338 fő (2022. január 1.). Autrecourt-et-Pourron Haraucourt, Raucourt-et-Flaba, Villers-devant-Mouzon, Yoncq és Mouzon községekkel határos.

## Népesség
A település népessége az elmúlt években az alábbi módon változott:
| Lakosok száma | 483  | 442  | 383  | 348  | 346  | 345  | 342  | 340  | 337  | 338  |
|               | 1968 | 1982 | 1990 | 2006 | 2013 | 2015 | 2017 | 2019 | 2020 | 2022 |